# Bence Halász
Bence Halász (* 4. August 1997 in Kiskunhalas) ist ein ungarischer Hammerwerfer. 2024 konnte er in Paris die olympische Silbermedaille gewinnen. Bei den Europameisterschaften 2018 in Berlin, den Weltmeisterschaften 2019 in Doha und in Budapest 2023 gewann er jeweils die Bronzemedaille. 2022 wurde er in München und 2024 in Rom jeweils Vizeeuropameister. Im Jugendbereich nahm er auch an Wettkämpfen im Kugelstoßen und Diskuswurf teil.

## Sportliche Laufbahn
Bence Halász tritt seit seinem zwölften Lebensjahr in Wettkämpfen an. Damals nahm er noch in mehreren Wurfdisziplinen an ungarischen Meisterschaften teil. Nach mehreren nationalen Titeln im Laufe der nächsten Jahre, gelang es ihm sich für die U18-Weltmeisterschaften 2013 in Donezk zu qualifizieren. Er trat sowohl mit dem Hammer als auch mit dem Diskus an. Mit dem 5-Kilo-Hammer gelang ihm im Finale der siebte Platz, mit dem 1,5-Kilo-Diskus der finale achte Platz.
Ein Jahr später trat er mit 17 Jahren bei den U20-Weltmeisterschaften in Eugene an. Bei erhöhten Gewichten aufgrund der höheren Altersklasse scheiterte er mit beiden Wurfgeräten jeweils in der Qualifikation. Bei den Olympischen Jugendspielen einen Monat später im August gewann er im Hammerwurf die Silbermedaille.
2015 feierte er mit dem Sieg bei den U20-Europameisterschaften im schwedischen Eskilstuna seinen bis dahin größten sportlichen Erfolg. Ein Jahr später gewann er dann auch bei den U20-Weltmeisterschaften die Goldmedaille. Ein weiteres Jahr später, jetzt mit dem Erwachsenenwurfgewicht von 7,26 kg, bestätigte er seinen Titel von den letzten Europameisterschaften am selben Ort, wo auch die Weltmeisterschaften ein Jahr zuvor stattfanden, diesmal bei den unter 23-Jährigen. Bei den Weltmeisterschaften 2017 der Erwachsenen später im Jahr in London, gelang ihm der Einzug ins Finale der besten Zwölf. Er warf rund einen Meter weiter als bei seinem Sieg bei den Europameisterschaften und landete am Ende auf dem elften Platz.
Bei den Europameisterschaften 2018 in Berlin gewann er die Bronzemedaille. Dort warf er mit 77,36 m etwas mehr als zwei Meter kürzer als seine bis heute bestehende Bestleistung von 79,57 m aus dem Juni 2018. Bei den U23-Europameisterschaften 2019 belegte er mit einer Weite von 74,14 m den zweiten Platz. Auch bei den anschließenden Weltmeisterschaften in Doha war er erfolgreich. Mit einer Weite von 78,18 m gewann er die Bronzemedaille hinter dem Polen Paweł Fajdek und dem Franzosen Quentin Bigot, was bis heute seinen größten sportlichen Erfolg darstellt. Sein weitester Wurf im Wettkampf war ungültig, was jedoch erst nach dem Wettkampf durch Video-Analysen festgestellt wurde. Daher erhielt der Viertplatzierte Wojciech Nowicki nachträglich die Bronzemedaille, Halász durfte die Bronzemedaille allerdings behalten. 2020 sicherte er sich bei den ungarischen Meisterschaften seinen vierten Titel in Folge und verbesserte sich dort auf 79,88 m.
2021 war er zum ersten Mal für die Olympischen Sommerspiele qualifiziert. In Tokio erreichte er in der Qualifikation 75,39 m und verpasste damit knapp den Einzug in das Finale. 2022 nahm in den USA an seinen dritten Weltmeisterschaften teil und konnte zugleich sein drittes WM-Finale erreichen. Darin stellte er mit 80,15 m eine neue Bestweite auf und landete nach sechs Versuchen auf dem fünften Platz. Einen Monat später trat er in München bei den Europameisterschaften an. Nachdem er vier Jahre zuvor in Berlin Bronze gewinnen konnte, gewann er diesmal im Finale mit neuer Bestweite von 80,92 m die Silbermedaille hinter dem Polen Wojciech Nowicki. 2023 startete Halász bei den Weltmeisterschaften in seiner Heimat. Im Finale blieb er mit einer Weite von 80,82 m knapp hinter seiner Bestweite zurück und gewann nach 2019 seine zweite WM-Bronzemedaille. 2024 gewann Halász mit Silber bei den Europameisterschaften in Rom seine dritte EM-Medaille in Folge. Einen Monat nach den Europameisterschaften trat er in Paris zum zweiten Mal bei den Olympischen Spielen an. Nachdem er bei seinem Debüt drei Jahre zuvor in Tokio noch in der Qualifikation gescheitert war, konnte er diesmal ins Finale einziehen und die Silbermedaille hinter Ethan Katzberg aus Kanada gewinnen.
Von 2017 bis 2023 wurde Halász durchgängig ungarischer Meister im Hammerwurf.

## Wichtige Wettbewerbe
| Jahr               | Veranstaltung             | Ort                | Platz              | Disziplin          | Weite              |
| Startet für Ungarn | Startet für Ungarn        | Startet für Ungarn | Startet für Ungarn | Startet für Ungarn | Startet für Ungarn |
| ------------------ | ------------------------- | ------------------ | ------------------ | ------------------ | ------------------ |
| 2013               | U18-Weltmeisterschaften   | Donezk             | 7.                 | Hammerwurf         | 74,90 m (5 kg)     |
| 2014               | U20-Weltmeisterschaften   | Eugene             | 14.                | Hammerwurf         | 71,95 m (6 kg)     |
| 2014               | Olympische Jugendspiele   | Nanjing            | 2.                 | Hammerwurf         | 81,90 m (5 kg)     |
| 2015               | U20-Europameisterschaften | Eskilstuna         | 1.                 | Hammerwurf         | 79,60 m (6 kg)     |
| 2016               | U20-Weltmeisterschaften   | Bydgoszcz          | 1.                 | Hammerwurf         | 80,93 m (6 kg)     |
| 2017               | U23-Europameisterschaften | Bydgoszcz          | 1.                 | Hammerwurf         | 73,30 m            |
| 2017               | Weltmeisterschaften       | London             | 11.                | Hammerwurf         | 74,45 m            |
| 2018               | Europameisterschaften     | Berlin             | 3.                 | Hammerwurf         | 77,36 m            |
| 2019               | U23-Europameisterschaften | Gävle              | 2.                 | Hammerwurf         | 74,14 m            |
| 2019               | Weltmeisterschaften       | Doha               | 3.                 | Hammerwurf         | 78,18 m            |
| 2021               | Olympische Sommerspiele   | Tokio              | 14.                | Hammerwurf         | 74,76 m            |
| 2022               | Weltmeisterschaften       | Eugene             | 5.                 | Hammerwurf         | 80,15 m            |
| 2022               | Europameisterschaften     | München            | 2.                 | Hammerwurf         | 80,92 m            |
| 2023               | Weltmeisterschaften       | Budapest           | 3.                 | Hammerwurf         | 80,82 m            |
| 2024               | Europameisterschaften     | Rom                | 2.                 | Hammerwurf         | 80,49 m            |
| 2024               | Olympische Sommerspiele   | Paris              | 2.                 | Hammerwurf         | 79,97 m            |

## Persönliche Bestleistungen
- Hammerwurf: 80,92 m, 18. August 2022, München
- Diskuswurf: 57,06 m, 7. März 2020, Szombathely
- Kugelstoßen: 16,12 m, 11. Juni 2017, Székesfehérvár